# لانغوسكو (بافيا)
لانغوسكو (بالإيطالية: Langosco)‏ هي بلدة تقع في مقاطعة بافيا بإقليم لومبارديا في شمال إيطاليا. تبلغ مساحة هذه المدينة 15.7 (كم²)، وترتفع عن سطح البحر م، بلغ عدد سكانها 467 نسمة في عام 2004 حسب إحصاء المعهد الوطني للإحصاء.

## السكان
في سنة 1861 بلغ عدد السكان 1٬737 نسمة، وتطور العدد ليصل في سنة 2011 لـ 436 نسمة.
يظهر هذا المخطط البياني تطور النمو السكاني لـ لانغوسكو (بافيا)